# Aulis (geslacht)
Aulis is een geslacht van kevers uit de familie lieveheersbeestjes (Coccinellidae).

## Soorten
Deze lijst is mogelijk niet compleet.
- A. annexa (Mulsant, 1850)